# Keressaare raba
Keressaare raba är ett träsk i Estland. Den ligger i Peipsiääre kommun i landskapet Tartumaa, i den sydöstra delen av landet, 170 km sydost om huvudstaden Tallinn. Den avvattnas av ån Kääpa jõgi.